# Dos balas muy perdidas
Dos balas muy perdidas (título original en inglés, Teenage Bounty Hunters) es una serie de comedia dramática adolescente de televisión web estadounidense, creada por Kathleen Jordan, que se estrenó en la plataforma de streaming Netflix el 14 de agosto de 2020. En octubre de ese mismo año, se confirmó que no renovaba por una segunda temporada. Blake McCormick y Jenji Kohan son los productores ejecutivos, junto con Tara Herrmann y Robert Sudduth como showrunner.

## Sinopsis
Después de estrellar la camioneta de su padre, dos estudiantes de una escuela evangélica y elitista, las gemelas Sterling y Blair Wesley, acaban inmersas en una caza de un delincuente y terminan trabajando para el cazarrecompensas Bowser Jenkins con el fin de pagar la reparación del vehículo, y sin el conocimiento de sus padres.

## Elenco

### Principales
- Maddie Phillips como Sterling Wesley, hermana gemela de Blair y alumna de la Academia Willingham, que intenta compaginar su vida como cazarrecompensas con el liderazgo de la hermandad en su instituto cristiano.
- Anjelica Bette Fellini como Blair Wesley, la hermana gemela más rebelde de Sterling, que también va a la Academia Willingham y es cazarrecompensas.
- Kadeem Hardison como Bowser Jenkins, cazarrecompensas y mentor de Sterling y Blair, que también regenta una tienda de yogur helado llamada Yogurtopia.
- Virginia Williams como Debbie Wesley, la madre de las gemelas, y como Dana Culpepper, la hermana gemela de Debbie.

### Secundarios
- Spencer House como Luke Creswell, el novio de Sterling.
- Mackenzie Astin como Anderson Wesley, el padre de las gemelas.
- Eric Graise como Ezequiel, amigo de April.
- Wynn Everett como Ellen Johnson, la profesora de becas de la Academia Willingham.
- Devon Hales como April Stevens, la némesis de Sterling que está celosa de que Sterling sea nombrada líder de la hermandad.
- Charity Cervantes como Hannah B., amiga de April.
- Myles Evans como Miles Taylor, el interés amoroso de Blair.
- Carolyn Jones Ellis como Cathy, una empleada de Yogurtopia.
- Cliff 'Method Man' Smith como Terrance Coin, un cazarrecompensas rival de Bowser.
- Shirley Rumierk como Yolanda, la dueña de Yolanda's Bail Bonds; la jefa y ex cuñada de Bowser.
- Given Sharp como Horny Lorna, una estudiante promiscua de la Academia Willingham.
- Jacob Rhodes como Franklin, compañero de golf de Luke.

## Episodios
| (serie) | Título                                | Director(es)        | Guionista(s)     | Fecha de estreno     |
| --- | ------------------------------------- | ------------------- | ---------------- | -------------------- |
| 1 | «La camioneta de papá»                | Jesse Peretz        | Kathleen Jordan  | 14 de agosto de 2020 |
| En Atlanta, las gemelas Blair y Sterling Wesley se ven arrastradas al mundo de los cazarrecompensas cuando accidentalmente chocan la camioneta de su padre contra un coche conducido por un saltador de fianzas; mientras lo someten, llega el cazarrecompensas Bowser Simmons y confunde a las chicas con otras cazarrecompensas. A medida que las chicas se adentran en el mundillo de la caza de recompensas, buscando dinero para reparar el coche, deben compaginarlo con sus estudios en Willingham, un colegio cristiano, el drama de sus novios y su disputa pasivo-agresiva con su compañera April. Sterling se convierte en líder de la hermandad de su curso escolar y consuma su relación con Luke, su novio de toda la vida, pero April tropieza con una prueba (un envoltorio de preservativo vacío). John Stevens, el padre de April, se esconde tras golpear a una prostituta; después de que las gemelas localicen y detengan a Stevens, Bowser les permite trabajar para él como sus "becarias", al tiempo que trabajan en su restaurante de yogures como tapadera. |                                       |                     |                  |                      |
| 2 | «¿Qué es un Jennings?»                | Mark A. Burley      | Robert Sudduth   | 14 de agosto de 2020 |
| Las gemelas y Bowser buscan al falsificador Kenneth Chu y acaban encontrándolo escondido con su abuela en su residencia de ancianos. Con la intención de tener sexo con su novio Jennings, Blair utiliza un test de relaciones para probar su compatibilidad, sólo para dar lugar a una ruptura amistosa. April amenaza con exponer la actividad sexual de Sterling y Luke a la escuela a menos que Sterling renuncie al puesto de líder de la hermandad. Al final, Sterling confiesa a todos y permite que April se convierta en líder de la hermandad. |                                       |                     |                  |                      |
| 3 | «Así deben sentirse los niños tontos» | Andrew DeYoung      | Shane Kosakowski | 14 de agosto de 2020 |
| Las cazarrecompensas buscan a Clea Kincaid, una activista que ha estado decapitando estatuas confederadas, a pesar de que Blair apoya su cruzada. Blair acude a regañadientes a una cita con un conocido, Miles Taylor, sólo para sentirse inesperadamente atraída por él y estropear sin querer su cita. Sterling soporta las habladurías y los juicios de sus compañeros, e intenta seguir adelante emborrachándose en una fiesta universitaria a la que asiste con Blair y Miles. Allí tiene una epifanía que hace que el equipo detenga a Kincaid, aunque Bowser le permite decapitar a otra estatua. El padre de las gemelas, Anderson, deja su trabajo para su degradante padre, mientras que su madre, Debbie, castiga a Sterling por beber, haciéndola dormir en una tienda de campaña en el jardín familiar. |                                       |                     |                  |                      |
| 4 | «Plutón»                              | Lauren Morelli      | Aziza Barnes     | 14 de agosto de 2020 |
| En un intento por detener a una estafadora, las gemelas la invitan al club de lectura de Debbie, solo para que aparezca su subordinado John Slack y admita que ha huido de Atlanta. Debbie contrata a Miles como aparcacoches para la reunión del club, dejando a Blair avergonzada, pero más tarde descubre que su familia es aún más rica que la suya: su madre es senadora estatal y su padre, banquero. La actividad sexual de Sterling y Luke es revelada sin querer a las madres de ambos, que les prohíben verse durante un tiempo. Las gemelas descubren que Bowser fue agente de policía, pero lo dejó debido a las persistentes burlas de sus compañeros después de que disparara accidentalmente a su caballo policía durante un desfile del Orgullo. |                                       |                     |                  |                      |
| 5 | «La muerte es horrible»               | Rebecca Asher       | Zoë Jarman       | 14 de agosto de 2020 |
| Bowser y las chicas intentan traer a la reincidente Cherry Grigio, una estríper con la que Bowser mantiene una relación antagónica desde hace mucho tiempo; ella intenta seducirle y fracasa en un intento de fuga. Durante el tiempo que pasan separados, Luke se vuelve más inseguro y pegajoso, mientras que Sterling se da cuenta de que cada vez le echa menos de menos. Organizan un funeral para el solitario profesor sustituto Richard Koontz, cuyo estilo de vida aventurero hace que Sterling se dé cuenta de que estar sola no es necesariamente algo malo; tras esto, rompe con Luke. Blair se convence de que Koontz la persigue y empieza a dudar de que esté preparada para perder la virginidad. Miles le asegura que no hay prisa, pero al final tienen sexo durante una cita posterior. |                                       |                     |                  |                      |
| 6 | «El debate»                           | Angela Barnes Gomes | Earl Davis       | 14 de agosto de 2020 |
| Bowser y su empleadora y amiga de toda la vida, Yolanda Carrión, utilizan un plan de cupones para atraer a los salteadores de fianzas; a lo largo del día estrechan lazos. Sterling y April participan en un torneo de debate intercolegial. April averigua información escandalosa sobre otros competidores y exige que Sterling, que llega a la final, humille públicamente a su oponente para ganar, pero Sterling no lo hace. Las discusiones posteriores revelan que Sterling disolvió impulsivamente su amistad con April cinco años antes, por lo que está resentida con ella desde entonces. Sterling besa a numerosos estudiantes varones para experimentar tras su ruptura con Luke, pero tiene su primer orgasmo después de discutir con April. Sospechando que Debbie está siendo deshonesta, Blair la espía y la sigue hasta un almacén, donde Debbie guarda una gran cantidad de dinero en efectivo y una escopeta. |                                       |                     |                  |                      |
| 7 | «Inseparables o algo así»             | Diego Velasco       | Megan King Kelly | 14 de agosto de 2020 |
| Bowser y las gemelas detienen al delincuente Gary Durbin. Michelle, la ex mujer de Bowser y hermana de Yolanda, regresa y vuelve a acercarse a Bowser, pero éste se niega a volver con él, tras darse cuenta de que siente algo por Yolanda. Blair acosa a Anderson con preguntas sobre Debbie, lo que resulta en que le dan a las chicas una colección de fotos y recuerdos de la juventud de Debbie, de los que ella afirma que no habla debido a su dolor por la muerte de sus padres. Sterling trabaja con April en un proyecto escolar, y April se sincera sobre su fracturada relación con su padre; Sterling finalmente la besa, lo que ella corresponde inmediatamente. |                                       |                     |                  |                      |
| 8 | «De nivel inicial a nivel telenovela» | Stephanie Laing     | Tara Herrmann    | 14 de agosto de 2020 |
| Anderson se enfada con Debbie por haber engañado a sus hijas. Para encontrar al rapero Adam 'Fren-Z' Johanssen, Blair se hace pasar por cantante en un estudio de grabación, mientras Bowser recaba información sobre el paradero de Fren-Z a través de su representante. Al mismo tiempo, Blair tiene una cita con Miles, ya que últimamente no han pasado mucho tiempo juntos, pero sus correrías entre los dos sitios y su falta de honradez hacen que Miles rompa con ella. Ella culpa a Sterling, que debía participar en la misión pero en su lugar pasó tiempo con April. Cuando Bowser descubre que Yolanda ha empezado a salir con otro cazarrecompensas, Terrance Coin, deja de trabajar para ella. |                                       |                     |                  |                      |
| 9 | «Nuestro jamón es bueno»              | Stephen Falk        | Jenji Kohan      | 14 de agosto de 2020 |
| April y Sterling acuerdan pasar tiempo juntos en el próximo encierro escolar; el padre de April regresa, absuelto de todos los cargos y buscando la reconciliación con ella. Investigando las fotos de la infancia de Debbie, Blair descubre que creció en el pueblo de Nandina, y no en Savannah como siempre había afirmado. Sterling, sintiéndose culpable por haber dejado plantada a Blair, sugiere que se salten las clases y se dirijan a Nandina, donde se enzarzan en una fuerte discusión. Sterling acusa a Blair de buscar siempre el máximo drama y de sabotear su relación con Miles, y responde a Blair llamándola aburrida revelando su relación con April. Bowser se disculpa con Yolanda y colabora con Terrance para capturar a Fren-Z, pero abandona a Terrance para capturarlo solo cuando Blair le llama llorando tras la discusión con Sterling. La investigación de las gemelas les lleva a descubrir que, al parecer, Debbie era una adolescente problemática y que se la busca por incendio provocado; Bowser se entera de esto al mismo tiempo. |                                       |                     |                  |                      |
| 10 | «Algo agridulce»                      | Nick Sandow         | Kathleen Jordan  | 14 de agosto de 2020 |
| Enfrentada a sus hijas, Debbie afirma que en su adolescencia fue influenciada por una secta cristiana extremista para prender fuego a una clínica abortista. Bowser acepta no entregar a Debbie, pero despide a las chicas del negocio y de la tapadera, creyendo que le estaban ocultando los crímenes de su madre. Blair visita a Miles y le profesa su amor, sólo para enterarse de que él no le ha hablado a su familia de ella, cortando Blair todo contacto con él. April se muestra fría con Sterling en el encierro; más tarde se disculpa y le dice que no pueden estar juntos ahora que su padre homófobo ha vuelto. Dana Culpepper, la hermana gemela de Debbie, se hace pasar por ella y recoge a Sterling en el colegio, pero éste se da cuenta de que "Debbie" es una impostora; Dana es la verdadera criminal, y Debbie y Anderson han estado ayudándola a regañadientes a eludir la ley, manteniendo su existencia en secreto para las gemelas y pagándole continuamente para que se mantenga alejada. Siguiendo las pistas que Sterling les deja, Blair, Bowser, Debbie y Anderson persiguen a Dana y Sterling hasta un parque de caravanas, donde Bowser somete al novio de Dana, Levi Yates, en un tiroteo. Sterling es rescatado, pero cuando la policía se acerca, Dana revela que es la madre biológica de Sterling. |                                       |                     |                  |                      |

## Producción

### Desarrollo
La serie fue originalmente titulada Slutty Teenage Bounty Hunters, creada por Kathleen Jordan, y producida ejecutivamente por Robert Sudduth, Jenji Kohan, Tara Herrmann y Blake McCormick. El piloto está dirigido por Jesse Peretz. El 22 de julio de 2020, tras el anuncio de la fecha de estreno de la serie, fue retitulada como Teenage Bounty Hunters, eliminando la palabra "slutty" (apelativo de "cachondo", haciendo referencia a los debates internos que tenían las gemelas sobre la sexualidad en su instituto). La serie se estrenó el 14 de agosto de 2020. El tráiler oficial de la serie se estrenó el 30 de julio de 2020. El 5 de octubre de 2020, Netflix canceló la serie tras una temporada.

### Casting
El 28 de junio de 2019, Maddie Phillips, Anjelica Bette Fellini, Kadeem Hardison y Virginia Williams habían sido elegidos en papeles protagonistas. Tras el anuncio del tráiler oficial, Mackenzie Astin, Method Man, Myles Evans, Spencer House, Wynn Everett, Devon Hales y Shirley Rumierk fueron elegidos en papeles no revelados.

### Rodaje
La serie se rodó en Atlanta (Georgia, de julio a octubre de 2019.

## Recepción
Kristen Baldwin, de Entertainment Weekly, calificó la serie con un notable alto y escribió una crítica en la que afirmaba: "Rápida y divertida, cálida y maravillosamente extraña, Teenage Bounty Hunters es un atracón que todo el mundo -excepto quizá el Dios del Antiguo Testamento- puede soportar". En su crítica para The Hollywood Reporter, Inkoo Kang describió la serie como "encantadora y bien elaborada" y afirmó: "Teenage Bounty Hunters está impulsada por las excelentes interpretaciones cómicas de Phillips y Fellini, que no se parecen mucho pero comparten una química efervescente, especialmente en sus ocurrencias y comunicaciones clarividentes".
El agregador de críticas Rotten Tomatoes registró un índice de aprobación del 93% basado en 28 críticas, con una puntuación media de 7,23/10. El consenso de los críticos del sitio web dice: "Teenage Bounty Hunters tiene chistes ingeniosos y estilo de sobra, y aunque su peculiar premisa a veces se desvanece, se mantiene unida por la química asesina de Maddie Phillips y Anjelica Bette Fellini". Metacritic dio a la serie una puntuación media ponderada de 72 sobre 100 basada en 7 críticas, lo que indica "críticas generalmente favorables".
La serie ha sido incluida en muchas listas de los mejores programas de televisión de 2020 por los críticos, incluidas las publicadas en The New Yorker, The New York Times y Vulture.
Vulture incluyó Teenage Bounty Hunters en su lista de "Las mejores series de televisión pasadas por alto de 2020". Kathryn VanArendonk elogió la serie, escribiendo: "Es ágil e inteligente, llena de giros bruscos y revelaciones emocionales, pero siempre fiel a su dúo principal, las hermanas gemelas Sterling (Maddie Phillips) y Blair (Anjelica Bette Fellini), y su sufrido mentor cazarrecompensas, Bowser (Kadeem Hardison). Tiene una voz inconfundible que no distrae de la intrincada trama, algo a lo que siempre aspiran las series de misterio y que rara vez consiguen. Es muy divertida y legítimamente fantástica".